# HSG Neuss/Düsseldorf
Die HSG Neuss/Düsseldorf war eine Handballspielgemeinschaft aus den Städten Neuss und Düsseldorf. Sie entstand am 1. Juli 2017 aus einer Kooperation der Vereine Neusser HV und ART Düsseldorf. Zuletzt bestand diese aus den Vereinen Neusser HV und HC Rhein Vikings e. V.
Die beiden Vereine bündelten dort ihre bisherigen Herren- und Jugendmannschaften. Die HSG Neuss/Düsseldorf übernahm zur Saison 2017/18 den Platz für die 2. Bundesliga vom Neusser HV, der in der Saison 2016/17 aufgestiegen war. Die erste Mannschaft spielte unter dem Markennamen HC Rhein Vikings.

## Geschichte

### Gründung
Der Neusser HV wurde 1992 gegründet und spielte seit 2013 in der 3. Liga. In der Saison 2016/17 schaffte man den Aufstieg in die 2. Bundesliga.
Die Handballgemeinschaft HSG ART Düsseldorf entstand im Jahr 2000 aus einem Zusammenschluss zwischen HSV Düsseldorf und dem Allgemeinen Rather Turnverein (ART). In den folgenden Jahren spielte die HSG abwechselnd in der 1. und 2. Bundesliga.
Im Frühjahr 2017 gaben der Neusser HV und die HSG ART Düsseldorf eine Kooperation bekannt. Somit unterstützte der Neusser HV die HSG ART mit Spielern. Auch getrieben durch die finanzielle Situation beider Vereine wurde die bisherige nhv1 Handball Spielbetriebs- und Marketing GmbH, welcher für die Lizenzvermarktung des Neusser HV zuständig war, in die Handball Club Rhein Vikings Spielbetriebs-Marketing GmbH umfirmiert. Diese kümmert sich um die Erste und Zweite Mannschaft, und auch um die ersten Mannschaften der A-, B- und C-Jugend. Die Basisarbeit übernimmt die am 1. Juli 2017 gegründete HSG Neuss/Düsseldorf.

### Auftaktsaison
Am 27. August 2017 starteten die Vikings in ihr erstes Saisonspiel seit der Gründung der Spielgemeinschaft. Gegen den SG BBM Bietigheim unterlag man allerdings mit 30:20. Am 2. Spieltag konnte man den ersten Sieg in der Vereinsgeschichte feiern. Gegen die HSG Konstanz stand es am Ende 24:23. Am Ende der Saison erreichte die Mannschaft den 14. Platz.

### Abstieg in die 3. Liga
Die Vikings starteten am 28. August 2018 in ihre zweite Bundesligasaison, konnten allerdings ihren ersten Sieg erst am 4. Spieltag erzielen. Danach folgten 15 Niederlagen in Folge. Bereits im Oktober 2018 übernahm Jörg Bohrmann den Trainerposten von Ceven Klatt. Aber auch Bohrmann, der vorher die B-Jugend des HSG Neuss/Düsseldorf trainiert hatte, konnte die Niederlagenserie nicht stoppen.
Am Ende der Saison stieg der Klub in die 3. Liga ab.
Ende Juni 2019 kam es zu Änderungen innerhalb der HSG Neuss/Düsseldorf. Der neugegründete HC Rhein Vikings e. V. tritt der HSG Neuss/Düsseldorf bei. Der bisherige Teilhaber an der HSG, ART 1877/90Düsseldorf e.V, trat aus der Handballspielgemeinschaft aus. Somit trägt die erste Mannschaft, welche weiterhin unter dem Namen HC Rhein Vikings auftritt, seine Heimspiele wieder in Neuss aus.
Im Januar 2020 musste die erste Männermannschaft bei einem Punktestand von 19:17 Punkten vom Spielbetrieb abgemeldet werden. Der wirtschaftliche Träger, die HC Rhein Vikings UG, hatte kurz vorher einen Antrag auf Insolvenz gestellt. Allerdings wirkt sich diese Insolvenz nicht auf den eigentlichen Lizenzinhaber, den Neusser Handballverein e. V., aus.

### Auflösung der Spielgemeinschaft
Zum Ende der Saison 2019/2020 wurde die HSG Neuss/Düsseldorf aufgelöst. Den Startplatz in der Regionalliga Nordrhein übernahm der Neusser HV.

## Weitere Mannschaften
Die HSG Neuss/Düsseldorf II, oder auch U-23, spielt in der Oberliga Niederrhein. Die HSG Neuss/Düsseldorf 3M spielt in der Niederrhein Landesliga und die vierte Mannschaft in der Kreisliga.
Die A-Jugend der HSG spielte bis zur Saison 2018/2019 in der A-Jugend Bundesliga West an, wo man zur Saison 2017/18 den Startplatz des Neusser HV übernommen hatte. Für die Saison 2019/2020 konnte sich die Mannschaft nicht qualifizieren, aus diesem Grund entschied man sich für eine Kooperation mit der DJK Adler Königshof. Diese sieht vor das Spieler der HSG Neuss/Düsseldorf und des DJK Adler Königshof e. V. gemeinsam unter dem Namen Adler Königshof in der A-Jugend Bundesliga antreten.
Die B-Jugend spielt in der Oberliga Niederrhein.

## Saisonbilanzen seit 2017
| Saison  | Spielklasse                    | Platz | Sp | S  | U | N  | Tore      | Diff. | Punkte |
| ------- | ------------------------------ | ----- | -- | -- | - | -- | --------- | ----- | ------ |
| 2017/18 | 2. Handball-Bundesliga         | 14    | 34 | 14 | 3 | 21 | 0862:0937 | −075  | 31:45  |
| 2018/19 | 2. Handball-Bundesliga         | 20    | 38 | 3  | 3 | 32 | 0928:1143 | −215  | 09:67  |
| 2019/20 | 3. Liga (Rückzug 18. Spieltag) | 9     | 18 | 9  | 1 | 8  | 0496:0512 | −016  | 19:17  |